# FFV Typ 42
Der FFV Typ 42 ist Torpedo der schwedischen Marine.

## Allgemeines
Der Typ 422 ist der Ursprung einer ganzen Serie von Leichttorpedos, die FFV für den heimischen Markt und den Export entwickelte. Sie waren in erster Linie zum U-Abwehr-Einsatz durch Hubschrauber entworfen worden. Er war der erste westliche Torpedo der nach dem Abwurf in der Luft gelenkt werden konnte. Er verwendete als Energieversorgung eine Silber-Zink Batterie. Der Gefechtskopf verfügt über einen Nah- und Kontaktzünder. Die Geschwindigkeit im Wasser kann entweder durch den Leitdraht oder die Suchereinheit kontrolliert werden. Neuere Versionen sind mit digitalen Mikroprozessor-Leiteinheiten für den Kampf gegen moderne, sehr leise konventionelle U-Boote, die in seichten Gewässern operieren optimiert.